# Пйотрув (Любуське воєводство)
Пйотрув (пол. Piotrów, нім. Groß Petersdorf) — село в Польщі, у гміні Пшевуз Жарського повіту Любуського воєводства.
Населення — 478 осіб (2011).
У 1975-1998 роках село належало до Зеленогурського воєводства.

## Демографія
Демографічна структура станом на 31 березня 2011 року:
|          | Загалом | Допрацездатний вік | Працездатний вік | Постпрацездатний вік |
| -------- | ------- | ------------------ | ---------------- | -------------------- |
| Чоловіки | 239     | 60                 | 166              | 13                   |
| Жінки    | 239     | 52                 | 146              | 41                   |
| Разом    | 478     | 112                | 312              | 54                   |